# Équipe du Mexique des moins de 20 ans de football
Maillots
L'équipe du Mexique de football des moins de 20 ans est une sélection de joueurs mexicains de moins de 20 ans placée sous la responsabilité de la Fédération du Mexique de football. Elle est finaliste de la Coupe du monde des moins de 20 ans en 1977.

## Palmarès
- Coupe du monde des moins de 20 ans :
  - Finaliste : 1977.
  - Troisième : 2011.

- Championnat d'Amérique du Nord, centrale et Caraïbe de football des moins de 20 ans
  - Vainqueur : 1962, 1970, 1973, 1974, 1976, 1978, 1980, 1984, 1990, 1993, 2011, 2013,2015, 2024
  - Finaliste : 1988, 1997, 2018

- Tournoi de Toulon
  - Vainqueur : 2012 et 1998
  - Finaliste : 2018, 1999
  - Troisième : 1976 , 1997 , 2019 et 2022

### Résultats en Coupe du monde de football des moins de 20 ans
| Année | Résultat                     |
| ----- | ---------------------------- |
| 1977  | Finaliste                    |
| 1979  | Phase de groupe              |
| 1981  | Phase de groupe              |
| 1983  | Phase de groupe              |
| 1985  | Quart de finale              |
| 1987  | Non qualifiée                |
| 1989  | Non qualifiée                |
| 1991  | Quart de finale              |
| 1993  | Quart de finale              |
| 1995  | Non qualifiée                |
| 1997  | Huitième de finale           |
| 1999  | Quart de finale              |
| 2001  | Non qualifiée                |
| 2003  | Phase de groupe              |
| 2005  | Non qualifiée                |
| 2007  | Quart de finale              |
| 2009  | Non qualifiée                |
| 2011  | Troisième                    |
| 2013  | Huitième de finale           |
| 2015  | Phase de groupe              |
| 2017  | Quart de finale              |
| 2019  | Phase de groupe              |
| 2021  | Annulée,Pandémie du Covid-19 |
| 2023  | Non qualifiée                |
| 2025  | Qualifiée                    |

### Résultats en Coupe d'Amérique centrale et du nord de football des moins de 20 ans
| Année | Résultat                    |
| ----- | --------------------------- |
| 1962  | Vainqueur                   |
| 1964  | Phases de groupes           |
| 1970  | Vainqueur                   |
| 1973  | Vainqueur                   |
| 1974  | Vainqueur                   |
| 1976  | Vainqueur                   |
| 1978  | Vainqueur                   |
| 1980  | Vainqueur                   |
| 1982  | Aucune participation        |
| 1984  | Vainqueur                   |
| 1986  | Phases de groupes           |
| 1988  | Troisième                   |
| 1990  | Vainqueur                   |
| 1993  | Vainqueur                   |
| 1994  | Phases de groupe            |
| 1996  | Troisième                   |
| 1998  | 1e groupe A                 |
| 2001  | 3e groupe B                 |
| 2003  | 2e groupe A                 |
| 2005  | 3e groupe B                 |
| 2007  | 1e groupe B                 |
| 2009  | Phases de groupes           |
| 2011  | Vainqueur                   |
| 2013  | Vainqueur                   |
| 2015  | Vainqueur                   |
| 2017  | troisième                   |
| 2018  | Finaliste                   |
| 2020  | Annulé Pandémie du Covid-19 |
| 2022  | Quart de finale             |
| 2024  | Vainqueur                   |